# دونالد مورلي
دونالد مورلي (بالإنجليزية: Donald Morley)‏ هو سائق رالي بريطاني، ولد في 7 أكتوبر 1930، وتوفي في 23 يونيو 2006 في Gipping ‏ في المملكة المتحدة.